# كارفا ديل بيكانو
كارفا ديل بيكانو هي بلدة تقع في مقاطعة ريدجو كالابريا في إيطاليا.